# 音井れこ丸
音井 れこ丸（おとい れこまる、1984年 - ）は、日本の漫画家。千葉県と東京都在住。別名義に「トイレ籠（トイレこもる）」。

## 作品リスト

### 連載
- おじさんとマシュマロ（一迅社、全5巻）
  - おじさんとようじょとマシュマロ（pixivコミック、comic POOL、全1巻）
- 若林くんが寝かせてくれない（双葉社、『漫画アクション』2015年8号[2] - 2018年2号、全5巻）
- 世界を救うために亜人と朝チュンできますか?（KADOKAWA、『別冊ドラゴンエイジ』Vol.1[3] - 連載中、既刊8巻）
- その時の彼女が今の妻です（KADOKAWA、『コミックビーム』2019年7月号[4] - 2020年2月号[5]、全1巻）
- うそびっち先輩（芳文社、『週刊漫画TIMES』2019年9月20日号[6] - 2022年4月8日号、全30話、全3巻）

### その他
- つぐもも（テレビアニメ第5話エンドカード）